# 役に立つ馬鹿
役に立つ馬鹿（英: useful Idiot）は、政治用語で、良い活動をしていると信じているが実際にはそれと気付かずに悪事に荷担している者、プロパガンダに利用されている者をさす言葉。軽蔑表現。
この用語は元々、西側諸国に存在するソビエト連邦（または東側諸国）のシンパを指す言葉として用いられた。意味としては、本人は自分自身を東側の協力者と思っていないが、実際には都合良く東側の宣伝などに利用され、東側から軽蔑され、冷笑されていた西側諸国の人々（リベラル・退行的左翼等々）を指す。

## 起源
西側メディアで初めて使われたのは、1948年のイタリアの社会民主主義紙『L'Umanità』であると、同年のニューヨーク・タイムズ紙のイタリア政治面で引用している。
多くはウラジーミル・レーニンの発言だと記されているが 、1987年にアメリカ議会図書館の図書館員グラント・ハリスは、「この発言をレーニンの出版された著作から見つけることはできなかった」との声明を出している。
類似用語の 役に立つ愚者（英: useful innocents）は、オーストリア系アメリカ人（ユダヤ系）経済学者のルートヴィヒ・フォン・ミーゼスが著書 『計画された混沌』 で用いている。この用語はミーゼスにより「混乱して誤った方向に導かれた共鳴者（confused and misguided sympathizers）」と定義される、リベラルな共産主義者に対して用いている。

## 現代での用語
「役に立つ馬鹿」は、善を促進する力になるというばか正直な考えで知らず知らずのうちに悪意ある企てに協力している人たちに対する軽蔑語（悪口）としてしばしば使用される。例として、イスラーム過激派（テロリスト）は宥和主義に基づく好意的なアプローチによって効果的に援助されていると信じるようなコメンテーターが、人々を軽蔑的に描写した際に用いている。アンソニー・ブラウンはイギリスのタイムズ紙にこう書いた:
2010年、BBCはラジオドキュメンタリーでハーバート・ジョージ・ウェルズ、ドリス・レッシングといったイギリスの著名作家数名、アイルランドの作家であるジョージ・バーナード・ショー、アメリカのジャーナリストであるウォルター・デュランティや歌手のポール・ロブスンが、ヨシフ・スターリンのための「役に立つ馬鹿」であったとして紹介された。